# 下邳郡
下邳郡（かひ-ぐん）は、中国にかつて存在した郡。後漢から隋代にかけて、現在の江蘇省北部に設置された。

## 概要
72年（後漢の永平15年）、劉衍が下邳王となり、東海郡下邳県に下邳国が置かれた。79年（建初4年）、臨淮郡は下邳国に編入された。下邳国は徐州に属し、治所は下邳県に置かれた。後漢の下邳国は下邳・徐・僮・睢陵・下相・淮陰・淮浦・盱台・高山・潘旌・淮陵・取慮・東城・曲陽・司吾・良成・夏丘の17県を管轄した。184年（中平元年）、下邳王劉意が死去したが、後嗣となる子がなかったため、下邳国は廃止されて、下邳郡と改められた。
222年（三国の魏の黄初3年）、曹宇が下邳王となり、下邳郡は下邳国と改められた。232年（太和6年）、曹宇が燕王に改封されると、下邳国は下邳郡と改められた。
265年（西晋の泰始元年）、司馬晃が下邳王となり、下邳郡は下邳国と改められた。西晋の下邳国は下邳・凌・良城・睢陵・夏丘・取慮・僮の7県を管轄した。
525年（北魏の孝昌元年）、下邳郡は東徐州に転属した。下邳郡は下邳・良城・僮・坊亭・柵淵・帰正の6県を管轄した。
533年（中大通5年）、南朝梁が下邳郡を奪った。下邳郡は武州に転属した。
550年（東魏の武定8年）、東魏が下邳郡を領有した。下邳郡は再び東徐州に転属した。
北周のとき、下邳郡は邳州に転属した。
581年（開皇元年）、邳州が廃止されて、下邳郡は泗州に転属した。583年（開皇3年）、隋が郡制を廃すると、下邳郡は廃止されて、泗州に編入された。607年（大業3年）に州が廃止されて郡が置かれると、泗州が下邳郡と改称された。下邳郡は宿豫・夏丘・徐城・淮陽・下邳・良城・郯の7県を管轄した。
621年（武徳4年）、唐により下邳郡は泗州と改められ、下邳郡の呼称は姿を消した。

## 僑置下邳郡

### 南下邳郡
東晋の明帝のとき、南下邳郡が僑置された。南下邳郡は下邳・北凌・僮の3県を管轄した。460年（大明4年）、南彭城郡に併合された。

### 北下邳郡
南朝宋のとき、下邳郡の本土を失陥すると、北下邳郡が僑置された。北下邳郡は僮・下邳・寧城の3県を管轄した。